# Црква брвнара у Поповици
Црква брвнара у Поповици, насељеном месту на територији општине Неготин, припада Епархији тимочкој Српске православне цркве и представља непокретно културно добро као споменик културе.

## Изградња
Црква брвнара, која се налази недалеко од центра насеља, посвећена је Светој Тројици. Настанак цркве се везује за крај треће деценије 19. века, тачније за 1830. годину. Овај податак се може односити на време обнове цркве пошто на олтарским вратима стоји 1807. година, а на неким иконама иконостаса и 1820. година.
Од архивске грађе сачуван је интентар непокретног имања цркве који је сачињен августа 1880. и у којем је дат кратак опис богомоље. У њему је наведено да поповички храм Сошествија Светог Духа у срезу Брзопаланачком округа Крајинског изгледа као црква брвнара изнутра и да је ″олепљена, окречена, патосана циглом, покривена ћерамидом, са темплом простим и Светим трапезом од камена″.

## Архитектура
Црква је једноставна сакрална грађевина, има две певнице и већу четворострану апсиду. Испред западних врата налази се мањи правоугаони трем. Четворосливни кров је покривен ћерамидом. Читава дрвена конструкција објекта лежи на каменим темељима где су уграђени и надгробни споменици са старог гробља.
Једнобродна је грађевина са бочним квадратним певницама, а с обзиром да је подигнута на искошеном терену, камени темељи на којима почива видљиви су само на источној страни. У спољашњости петострана, олтарска апсида се надовезује на ширину наоса, као што га обухвата и западни трем. Талпе од којих је црква грађена спојене су на угловима саставом званим ластин реп. Прозори на апсиди и бочним певницама су правоугаоног облика, затворени гвозденом решетком. Западни и северни улаз су истоветног изгледа, завршени лучним навратником. Унутрашњост цркве је оплаћена блатом и сламом, па окречена. Целокупни под је ентеријера поплочан је опеком. На јужној страни наоса је архијерејски трон, изведен са три зидана степеника на којима полива једноставна дрвена конструкција.

## Иконостас
Олтарске двери, обрађене су са лепим орнаментима и лепим шаркама, клинцима и алкама. У ентеријеру цркве запажају се лепо профилисани стубови, дрвена розета у темену свода цркве који представљају значајна неимарска достигнућа.
Иконостас цркве у Поповици је мањих димензија и има 14 композиција сликаних темпером на дрвету. Најстарије су олтарске двери приложене 1807. године са три престоне иконе: Богородица са Христом, Исус Христос и Свети Јован Претеча, које је насликао сликар Арсеније Јакшић, 1820. године. Иконостасу су накнадно придодате још две престоне иконе које потичу из 19. века.
Иконописни радови датирају из различитих периода, а већина је старија од поповичког храма што указује на то да је иконостас формиран преношењем икона из других храмова. Царске двери су хронолошки најстарије и припадају опусу Симеона Јакшића, сликара из Беле Цркве. Вратнице царских двери су осликане представама распоређеним у шест поља. У горњем је Ваведење Господње, северно представа мале Богородице на степенику храма са молитвено склопљеним рукама, коју придржава Света Ана а у позадини је девојка са упаљеном свећом.  Јужно поље заузима пророк Захарија који дочекује Богородицу са раширеним рукама испред жртвеника. Испод Ваведења су Благовести Богородици, северно арханђел Гаврило, а на јужним вратницама је Богородица. У дну су апостоли, северно апостол Петар, а јужно апостол Павле. У престоном реду су иконе Богородице са Христом и Христ Сведржитељ, које је за цркву Великог Градишта израдио син Симеона Јакшића, Арсније.  Иако рађене у различитим периодима и за различите храмове дела оца и сина нашла су се у поповичкој цркви на истој олтарској прегради.
Према подацима из црквене архиве, црква је пострадала током Првог светског рата, када је Аустроугарска војска током рата однела звоно цркве, а ограда око цркве је изгорела. И сама црква је претрпела извесна оштећења, да би након рата била обновљена поново.

## Ризница
У покретном фонду цркве налазе се само две мање иконе Богородице са Христом, средишњи делови триптиха рађених у 19. веку. У интентару цркве је и икона Јерусалим, затим икона Светог Николе из 19. века, икона Богородице са Христом и анђелима, рад из руске серијске продукције 19. века, а црквени фонд садржао је и антиминс за записом Епископа тимочког Доситеја Новаковића. Антиминс је освећен 30. јуна 1836. године. У некадашњем књижном фонду цркве забележен је и Часословац штампан у Будиму 1815. што је и најстарија књига коју је црква поседовала.

## Галерија
- Crkva brvnara u Popovici
- Popovica crkva brvnara i zapis
- Popovica crkva brvnara i zvonara
- Popovica crkva brvnara unutrašnjost
- Popovica crkva brvnara detalj
- Popovica crkva brvnara i detalj
- Popovica crkva brvnara i detalji na vratima
- Popovica crkva brvnara
- Popovica crkva brvnara zvonara
- Popovica crkva brvnara krov
- Popovica crkva brvnara pogled